# Тапіку
Та́піку (ест. Tapiku küla) — село в Естонії, у волості Паюзі повіту Йиґевамаа.

## Населення
Чисельність населення на 31 грудня 2011 року становила 18 осіб.

## Географія
Від села починається автошлях 165 (Тапіку — Кирккюла), а також через село проходить автошлях 164 (Лагавере — Йиекюла).